# Votoraty Futebol Clube
Votoraty Futebol Clube é uma agremiação esportiva de futebol profissional na cidade de Votorantim, no interior do estado de São Paulo, fundado em 12 de maio de 2005. O clube está em plena atividade, disputando as categorias de base da Federação Paulista de Futebol.

## História
A ideia do nome Votoraty remete à história de Votorantim, já que, em Tupi-Guarani, Votoraty significa cascata branca, símbolo que deu origem ao nome da cidade. A cidade de Votorantim sempre foi tradicional neste esporte. Diz a história que o futebol no Brasil iniciou-se com o Savóia, que era o time da cidade de Votorantim ainda no início do século XX, formado dentro das indústrias têxteis de origem inglesa. Depois veio o Clube Atlético Votorantim que em muitas oportunidades travou grande duelos com o São Bento de Sorocaba.
Em 2005, um grupo de empresários da empresa Cascadura decide montar um time na cidade de Votorantim, nascia então o Votoraty. Um ano depois de seu nascimento, a equipe conseguiu o acesso a série A3 do Campeonato Paulista de Futebol profissional. Nos dois anos seguintes a equipe bateu na trave e não conseguiu garantir o acesso para a série A2 no último jogo do campeonato.
Após grave crise que assolava a equipe devido aos reflexos da crise econômica mundial no patrocinador, o clube e a vaga na Série A3 foram compradas por um grupo empresarial de Ribeirão Preto, que também mantinha posse do Olé Brasil Futebol Clube.
Depois da tempestade, o clube conseguiu se estruturar bem e, mesmo montando o elenco para disputa da série A3 de 2009 a dez dias do início da competição, sob o comando de Fernando Diniz a equipe conseguiu disputar a final do campeonato, se sagrando campeã e trazendo junto com o caneco, o inédito acesso a série A2. Em 27 jogos, foram 15 vitórias, sete empates e apenas cinco derrotas, com 50 gols marcados e 24 sofridos.
No segundo semestre, para completar o ano a equipe ainda conseguiu chegar à final da Copa Paulista, vencendo o Paulista por 5x1 em Votorantim, e garantindo vaga a Copa do Brasil de 2010. Em 26 jogos, foram 14 vitórias, cinco empates e sete derrotas, com 48 gols marcados e 36 sofridos.
Em 2010 o Votoraty, quase se classificou para o quadrangular final do série A2, saindo do mesmo na última rodada, o Tigre ficou em 9°. Na Copa do Brasil, o Votoraty conseguiu passar pelo Treze-PB, mas foi eliminado na segunda fase pelo Grêmio no Olímpico ao perder por 3x0, jogo esse que seria o último da história grená.
Em 9 de abril de 2010, foi publicado na imprensa que a sede do Votoraty estaria de mudança para a cidade de Ribeirão Preto, em São Paulo, e que, a partir daquele momento, o Votoraty passaria a se chamar Ribeirão Futebol Clube. A notícia, informava que a transferência se dava pelo fato de que o Votoraty foi comprado no início de 2009 pela holding Manoel Leão S/A, que é sediada em Ribeirão Preto.
Em 18 de junho do mesmo ano, a Lacerda Sports, empresa que administrava o Comercial, clube que amargava a Série A3 do Paulistão, fez uma parceria com holding detentora do Votoraty para comprar a vaga pertencente a equipe grená, usando como artificio uma fusão entre as duas equipes. O artifício para subir uma divisão no futebol paulista fora de campo foi votado no conselho deliberativo do Comercial, onde a proposta foi vencedora, com 42 votos a favor e somente 2 votos contra.
Apesar de aprovado, os donos do Votoraty preferiram licenciar a equipe para abrir mais uma vaga na Série A2, já que a equipe do Comercial tinha terminado o campeonato da Série A3 na quinta posição o time de Ribeirão Preto herdou então o acesso sem outros tramites necessários, desta forma a fusão entre os dois clubes jamais aconteceu. Atualmente o Votoraty continua normalmente filiado a FPF.
No ano de 2016 com nova diretoria, o Votoraty voltou as atividades.

## Títulos

### Estaduais
| Títulos estaduais | Títulos estaduais              | Títulos estaduais | Títulos estaduais |
|                   | Competição                     | Títulos           | Temporadas        |
| ----------------- | ------------------------------ | ----------------- | ----------------- |
| São Paulo         | Copa Paulista de Futebol       | 1                 | 2009              |
| São Paulo         | Campeonato Paulista - Série A3 | 1                 | 2009              |

- Campanhas de Destaque:

- 3º lugar Paulista da Segunda Divisão: 2006.

## Símbolos
| Evolução dos Escudos | Evolução dos Escudos | Evolução dos Escudos | Evolução dos Escudos | Evolução dos Escudos | Evolução dos Escudos | Evolução dos Escudos | Evolução dos Escudos |
| -                    | Atualmente           |                      |                      |                      |                      |                      |                      |
| -------------------- | -------------------- | -------------------- | -------------------- | -------------------- | -------------------- | -------------------- | -------------------- |

### Categorias de base

#### Sub-20
- Campeonato Paulista Sub-20 - 2ª Divisão: 2005
- Jogos Regionais Itapetininga: 2006

#### Sub-17
- Taça Paranapanema: 2005
- Taça Itapetininga (categorias 89 e 90): 2006

## Estatísticas

### Participações
| Aumento | Promovido à divisão superior  |
| Baixa   | Rebaixado à divisão inferior  |
| Inativo | Licenciamento no ano seguinte |

| Competição | Competição                     | Temporadas | Melhor campanha    | Anos      | A | R |
| São Paulo  | Campeonato Paulista - Série A2 | 1          | 9º colocado (2010) | 2010      | – | – |
| São Paulo  | Campeonato Paulista - Série A3 | 3          | Campeão (2009)     | 2007-2009 | 1 | – |
| São Paulo  | Campeonato Paulista - Série A4 | 1          | 3º colocado (2006) | 2006      | 1 |   |
| São Paulo  | Copa Paulista                  | 1          | Campeão (2009)     | 2009      |   |   |
| Brasil     | Copa do Brasil                 | 1          | 2ª fase (2010)     | 2010      |   |   |

## Ranking da CBF
Ranking atualizado em dezembro de 2014
- Posição: 202º
- Pontuação: 100 pontos[17]

Ranking criado pela Confederação Brasileira de Futebol para pontuar todos os clubes do Brasil.